# Gare de Boulogne-Tintelleries
Gare de Boulogne-Tintelleries vasútállomás Franciaországban, Boulogne-sur-Mer településen.

## Vasútvonalak
Az állomást az alábbi vasútvonalak érintik:
- Boulogne–Calais-vasútvonal

## Kapcsolódó állomások
A vasútállomáshoz az alábbi állomások vannak a legközelebb:
- Gare de Wimille - Wimereux
- Gare de Boulogne-Ville
- Gare de Marquise - Rinxent